# Walking the Blues
Walking the Blues è un album di Otis Spann, pubblicato dalla Barnaby Records nel 1972. Il disco fu registrato il 23 agosto 1960 al Fine Recording Studios di New York (stessa sessione dell'album Otis Spann Is the Blues).

## Tracce
Lato A
1. It Must Have Been the Devil – 3:50 (Otis Spann)
2. Otis' Blues – 4:16 (Otis Spann)
3. Going Down Slow – 3:57 (James Oden)
4. Half Ain't Been Told – 4:38 (Otis Spann, James Oden)
5. Monkey Face Woman – 4:55 (James Oden)
6. This Is the Blues – 3:06 (Otis Spann)

Lato B
1. Evil Ways – 3:50 (James Oden)
2. Come Day, Go Day – 4:10 (James Oden)
3. Walking the Blues – 4:55 (Otis Spann)
4. Bad Condition – 4:21 (James Oden)
5. My Home Is on the Delta – 3:12 (McKinley Morganfield)

- Brano A5 su CD il titolo appare come: Monkey Face Blues
- Brano B1 su CD il titolo appare come: Can't Stand Your Evil Ways
- Brano B5 su CD il titolo appare come: My Home Is in the Delta

## Musicisti
- Otis Spann - pianoforte
- Otis Spann - voce solista (brani: A1, A4, B1 e B5)
- James Oden (citato come St. Louis Jimmy) - voce (brani: A3, A5, B2 e B4)
- Robert Lockwood Jr. - chitarra